# The Flock (gruppo musicale)
The Flock è stato un gruppo musicale statunitense di genere fusion proveniente da Chicago, in attività dal 1969 al 1971. Il complesso venne lanciato dal famoso blues man John Mayall in un piccolo bar a Las Vegas. Il loro album di maggior successo uscì nel 1969 e comprendeva 6 pezzi jazz/rock/blues, fra cui Tired of Waiting, cover di un brano del gruppo inglese Kinks.
Tra i fondatori della band vi era Jerry Goodman, violinista jazz/rock che avrebbe lasciato i Flock (unendosi alla Mahavishnu Orchestra di John McLaughlin) dopo il secondo album. Questo secondo lavoro, uscito nel 1970, non ebbe lo stesso impatto del primo dal punto di vista commerciale.
Nel 1975 il membro fondatore Fred Glickstein tenta di ridar vita nuovamente al gruppo riformandolo e incidendo un album che non avrà alcun seguito.

## Discografia
- 1969 - The Flock
- 1970 - Dinosaur Swamps
- 1975 - Inside Out